# Hồ Kaindy
Hồ Kaindy (tiếng Kazakh: Қайыңды көлі, Qaıyńdy kóli, có nghĩa là "hồ bạch dương" hoặc hồ sạt lở) dài 400 m (1.300 ft) ở Kazakhstan. Hồ có độ sâu gần 30 mét (98 ft). Nó cách thành phố Almaty 129 kilômét (80 mi) về phía đông đông nam và cao 2.000 mét (6.600 ft) trên mực nước biển.

## Lịch sử
Hồ Kaindy nằm ở phía nam của Kazakhstan, trong Vườn quốc gia hồ Kolsai, ngay ở biên giới với Kyrgyzstan. Nó cao 2.000 mét (6.600 ft) trên mực nước biển, cách Almaty 130 kilômét (81 mi) về phía đông. Hồ được hình thành sau một vụ lở đất đá vôi lớn do tác động của trận động đất Kebin năm 1911, tạo thành một con đập tự nhiên. Nó khiến các hẻm núi bị chặn và được lấp đầy bởi nước mưa từ các thung lũng chảy dồn về. Hồ Kaindy dài khoảng 400 mét, đạt độ sâu lên đến gần 30 mét tại điểm sâu nhất của nó. Do các mỏ đá vôi, nước ở đây có màu xanh lục.
Hồ chứa những thân cây Picea schrenkiana (vân sam) ngập nước nổi lên trên mặt hồ. Khu vực này thường được gọi là "rừng chìm". Nhiệt độ nước ở đây vào mùa hè cũng không vượt quá 6 độ C. và để các sinh vật trong lòng hồ không bị chết, người ta phải đập tan băng. Nhiệt độ này giúp bảo tồn thân cây sau hơn 100 năm, nơi mọc nhiều tảo và nhiều loài cây thủy sinh khác. Điều này cũng giúp nước hồ có độ trong vắt thích hợp cho du khách lặn khám phá, nhưng cần sử dụng đồ lặn giữ nhiệt đặc biệt. Trong những năm gần đây, hồ Kaindy đã trở thành một điểm du lịch quốc tế nổi tiếng. Hồ cũng được biết đến là điểm lặn và câu cá hồi nổi tiếng vào mùa đông.
Ngoài ra, khu vực này cũng là môi trường sống phong phú của các loài động thực vật như: hoa hồng, mâm xôi, dâu tằm, dê núi, gà rừng, cáo, thỏ, bồ nông... và nhiều loài chim quý hiếm.